# Giovanni Battista Carboni
Giovanni Battista Carboni (29 mars 1729 à Brescia – 29 décembre 1790 dans la même ville) est un sculpteur et critique d'art italien. 

## Biographie
Fils de Rizzardo Carboni (it), sculpteur et graveur, et de Paola Panteghini, il étudie la littérature jusqu'à l'âge de douze ans, acquérant rapidement une large formation. Après ses études, écrit Stefano Fenaroli, « appelé par son père à l'exercice de sa profession, très enclin à la peinture, et tombé amoureux du dessin, il l'étudia avec beaucoup d'application, sans professeurs, de sorte qu'il se distingua par ses œuvres tant à Brescia qu'à Bergame, dans sa campagne et à Venise ».
Exhorté par Luigi Chizzola à évaluer les peintres et les sculpteurs de Brescia, il publie en 1760, après une longue période de recherche et de travail, Le Pitture e Scolture di Brescia che sono esposte al pubblico con un'appendice di alcune private Gallerie (Les peintures et les sculptures de Brescia qui sont exposées au public avec un appendice de quelques galeries privées). Le coût de la publication est entièrement pris en charge par Chizzola et représente encore aujourd'hui l'un des ouvrages fondamentaux pour la reconstitution de l'histoire des bâtiments, des monuments et des collections privées de Brescia, ainsi que des œuvres qu'ils contenaient à l'époque. En 1776, il compose les Notizie istoriche delli pittori sculotir e architetti bresciani (Nouvelles historiques des peintres, sculpteurs et architectes de Brescia), conservées sous forme de manuscrit à la Bibliothèque de l'université de Brescia pendant presque deux cents ans et finalement publiées par Camillo Boselli en 1962.
Ses deux frères, Bernardino et Domenico Carboni, étaient eux-mêmes d'importants sculpteurs et architectes de la Brescia du XVIIIe siècle.

## Œuvres
De son activité de sculpteur sur bois, il ne reste que quelques œuvres, dont les stalles du chœur de l'église des saints Faustin et Jovite de Brescia (it), qui conservent des lignes baroques mais se caractérisent par une composition formelle déjà plus proche du néo-classicisme.
De son travail de stucateur, il ne reste probablement que les anges couronnés des deux autels latéraux de l'église des saints Côme et Damien (it) qui, bien qu'inspirés par l'art d'Antonio Calegari, selon Giovanni Vezzoli « ne manquent pas d'une savoureuse note personnelle dans leur expression la plus spirituelle ». Le même spécialiste lui attribue les deux anges tenant des candélabres sur les côtés du presbytère de l'église San Gaetano (it).
En tant que sculpteur, on se souvient du groupe de l'Assomption couronnant le fronton de la nouvelle cathédrale et, au sein du même édifice, des grands hauts-reliefs représentant saint Marc et saint Matthieu dans les pendentifs de la coupole. Le modèle en marbre de la statue en bronze doré de la Vierge au sommet de la coupole de l'église Santa Maria della Pace lui est également attribué. D'autres œuvres connues sont deux statues de saint Dominique et de sainte Catherine pour l'église paroissiale de Corticelle Pieve et deux anges pour le tabernacle de la basilique de Montichiari.